# Palazzo Corsini al Parione
Il Palazzo Corsini, detto anche al Parione, è uno fra i più sfarzosi palazzi privati di Firenze e si trova sull'omonimo Lungarno Corsini 10.

## I Corsini
I Corsini piombano sulla ristagnante scena fiorentina del Seicento come la più ricca famiglia della città, dopo i Granduchi naturalmente. In realtà l'origine della casata è tutta cittadina, con un'ascesa iniziata nel basso medioevo come banchieri, costellata da alcuni importanti personaggi come sant'Andrea Corsini, vescovo di Fiesole nel Trecento, e caratterizzata da una ricchezza via via crescente, grazie alla resa del Banco Corsini, soprattutto all'estero, in particolare in quel di Londra, dove divenne uno dei più importanti istituti finanziari della città inglese. Il patrimonio accumulato fu reinvestito in numerosi terreni, soprattutto nello stato pontificio, per cui, con la magnanimità, non tardò ad arrivare il titolo di Marchese per il capofamiglia, poi trasformato in Principe da papa Urbano VIII. Nel 1730 Lorenzo Corsini divenne papa Clemente XII, a coronamento di un'ascesa sociale durata secoli.

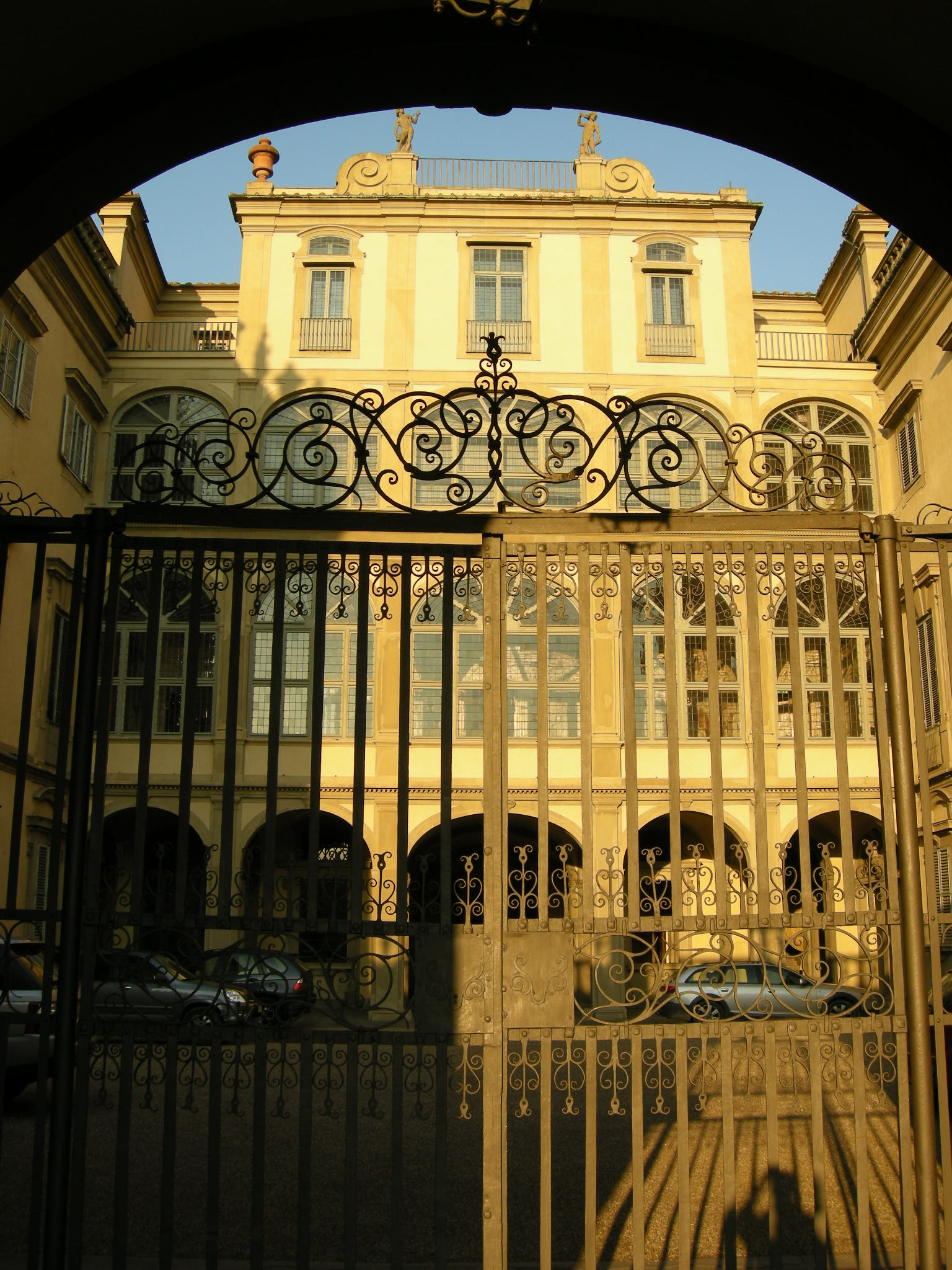
Il prospetto sul cortile interno

## Il Palazzo sul Lungarno

### Storia

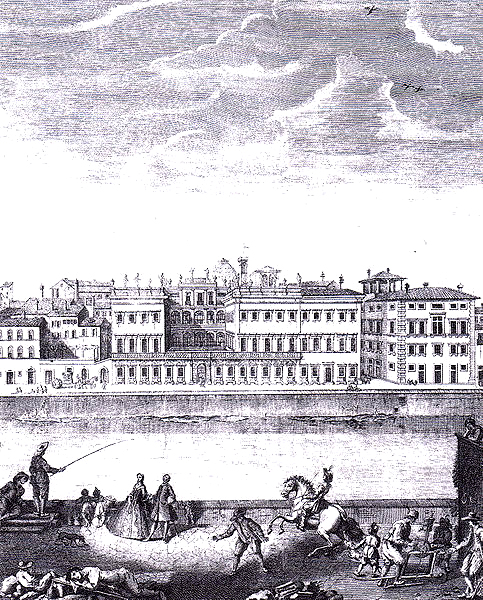
Veduta di Giuseppe Zocchi, 1744 circa

Questo palazzo è il principale della famiglia a Firenze. Sul terreno dove si estende si trovavano vari edifici, il più importante dei quali era il Casino del Parione, con parco, già eretto sulle case confiscate nel 1555 a Bindo Altoviti. Esso venne donato prima al marchese di Marignano, poi a Don Giovanni de' Medici, figlio di Cosimo I ed Eleonora degli Albizi. Nel 1621 passò al cardinale Giovan Carlo de' Medici e nel 1640 venne venduto a Maddalena Machiavelli, madre di Bartolomeo Corsini, al quale passò poi in via ereditaria nel 1650, entrando nei beni familiari.
Si trovavano in questo sito anche la casa dell'avvocato Tommaso Compagni, decorata da lodato un affresco con le Nove Muse di Bernardino Poccetti, oggi distrutto, e altri possedimenti, acquistati dai Corsini fino al 1728.
Bartolomeo Corsini iniziò la costruzione di un nuovo palazzo nel 1656, inizialmente con il contributo dell'architetto Alfonso Parigi il Giovane, al quale subentrò nel decennio successivo Ferdinando Tacca e poi, dal 1679 al 1681 Pierfrancesco Silvani, autore anche contemporaneamente della Cappella Corsini nella chiesa del Carmine.
All'intervento del Silvani è attribuito il progetto odierno a forma di "u" e la singolare scala di forma elicoidale, documentata come costruita in quegli anni (forse però quest'ultima è attribuibile anche a Gherardo Silvani). Dopo la morte del Silvani (1685) gli successe Antonio Maria Ferri, al quale è dovuta la gran parte di quello che si vede oggi: i tre corpi articolati attorno ad una corte centrale, lo scalone monumentale, la facciata sul lungarno con l'originale vuoto nella parte centrale. Tipica del tardobarocco sono le terrazze all'ultimo piano, decorate da statue e vasi in terracotta. Alcune fonti riportano come alcune date dell'edificazione: dal 1687 venne iniziato il lato sul fiume, dal 1690 la facciata; nel 1699 l'edificio viene menzionato nella Guida di Firenze di Raffaello del Bruno, ecc. Il completamento definitivo dei lavori viene comunque indicato solo nel 1737, sebbene non tutto il progetto fosse stato realizzato: dall'Arno si vede come la facciata sia asimmetrica per la mancanza del corpo sinistro verso il Ponte alla Carraia. Sarebbe dovuta essere spianata anche una nuova strada per creare un accesso monumentale verso la città attraverso tagliando da via del Parione fino a via della Vigna Nuova all'altezza di Palazzo Rucellai.

### Architettura

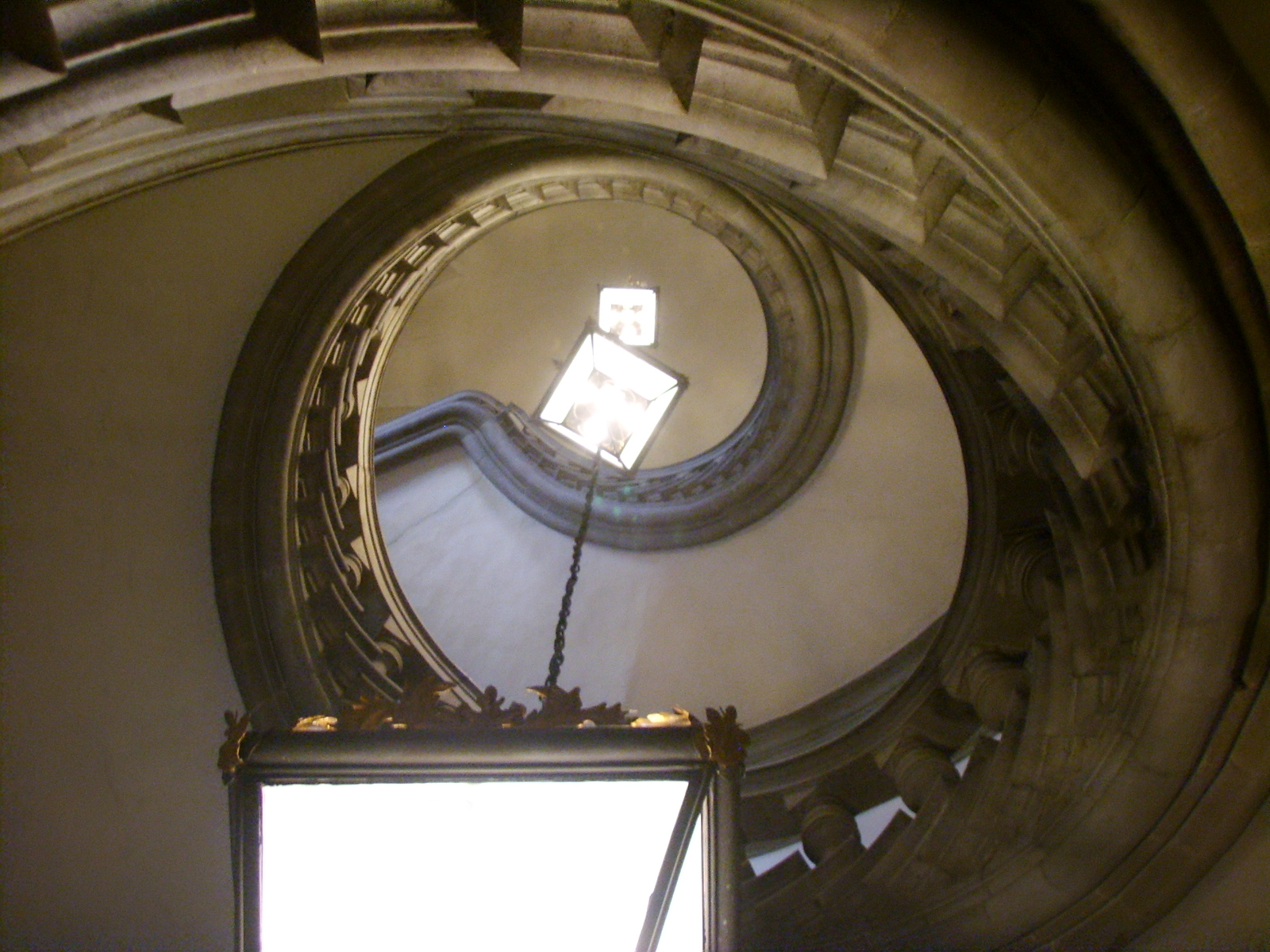
La scala elicoidale

Il palazzo, nel panorama dell'architettura tradizionale fiorentina, ha rappresentato una novità assoluta, in stile pienamente barocco. Ciò si evince dall'originale scelta di evidenziare scenograficamente facciata sul fiume, dall'uso degli avancorpi, della terrazza centrale, delle finestre con archi ellittici ribassati, dagli attici con le balaustre decorate da vasi e statue... tutti elementi allora inediti per Firenze, che vennero spesso copiati, soprattutto negli edifici suburbani quali ville e casini.
Il palazzo si sviluppa con tre corpi principali organizzati attorno al grande cortile. L'ala destra è di dimensioni doppie della sinistra, poiché il progetto originale, non completato, prevedeva un volume ancora maggiore del complesso, con un ulteriore sviluppo verso piazza Goldoni.
Si accede al cortile da un portale sormontato da uno stemma Corsini scolpito e fiancheggiato da colonne. Un affaccio con balaustra percorre il muro dove si apre il portone e prosegue su tutta la facciata all'altezza del piano nobile. Al di là della balaustra si può vedere dalla riva opposta il corpo centrale dell'edificio, assai arretrato rispetto agli avancorpi laterali, che crea un gioco di pieni e vuoti dove è assente la monotonia.
Il suggestivo coronamento del tetto, tipicamente settecentesco, presenta un terrazzamento con balaustra lapidea decorata da statue in pietra e vasi a cratere antico in terracotta; crea un suggestivo effetto decorativo e scenografico, che rimanda all'idea delle quinti di scena di un teatro o delle decorazioni del giardino all'italiana.

### Interni

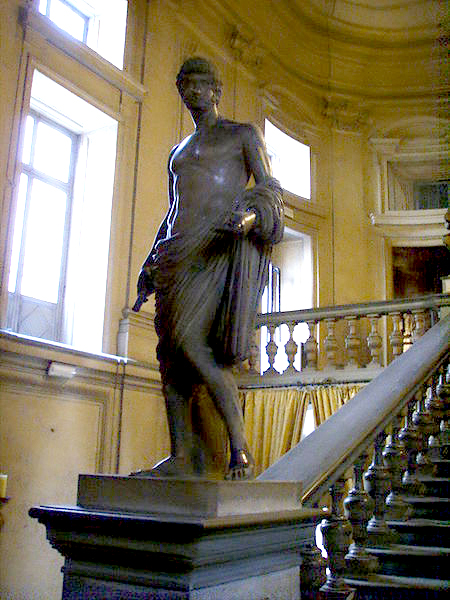
Una statua dello scalone monumentale

Al pian terreno si trova una graziosa grotta artificiale, opera del Ferri eseguita tra il 1692 e il 1698 con l'opera dello stuccatore Carlo Marcellini e i pittori Rinaldo Botti e Alessandro Gherardini.
Dal cortile centrale si può accedere allo scalone elicoidale del Silvani ed allo scalone monumentale del Ferri. Quest'ultimo presenta una decorazione di statue neoclassiche ed è coronato al primo piano dalla statua di Papa Clemente XII, al secolo Lorenzo Corsini, scolpita da Carlo Monaldi e qui disposta dal Ticciati nel 1737.
Numerosi sono le stanze e i saloni ricche di affreschi, decorazioni e arredi originali. Al piano nobile si apre una loggetta con affreschi eseguiti tra il 1650 e il 1653 da Alessandro Rosi e Bartolomeo Neri. Poco lontano è presente il maestoso Salone del Trono, di grandiose proporzioni e riccamente decorato, con colonne e lesene lungo le pareti, con una galleria superiore di statue antiche e con busti di vari autori settecenteschi collocati su porte e finestre. Sul soffitto si trova l'affresco con l'Apoteosi di Casa Corsini di Anton Domenico Gabbiani e aiuti del 1696: tra le scene raffigurate due figure volanti portano un modellino del palazzo in cielo.
La sala seguente è la Sala da Ballo, con la volta affrescata da Alessandro Gherardini. Le sale successive sono tutte un susseguirsi di preziosi ambienti affrescati, con pitture eseguite tra il 1692 e il 1700 da Anton Domenico Gabbiani, Cosimo Ulivelli, Pier Dandini, Giovanni Passanti, Rinaldo Botti, Andrea Landini, Atanasio Bimbacci, ecc. Notevoli son anche gli stucchi che decorano le cornici di porte e finestre.

## Galleria Corsini
Il primo piano ospita anche la quadreria detta Galleria Corsini, la più importante raccolta privata d'arte a Firenze, visitabile su appuntamento, incentrata sulla pittura del Sei-Settecento italiana ed europea, ma con alcune interessanti testimonianze anche dell'arte rinascimentale. Fra i dipinti esposti figurano opere di Filippo Lippi, Giovanni Bellini, Luca Signorelli (Madonna col Bambino tra i santi Girolamo e Bernardo), Pontormo, Caravaggio (Ritratto di Maffeo Barberini), Salvator Rosa e Luca Giordano. La collezione fu cominciata da don Lorenzo Corsini, nipote di papa Clemente XII nel 1765.
Oggi il palazzo, in parte ancora abitato dai discendenti della famiglia Corsini, Lucrezia Corsini Miari Fulcis, Livia Sanminiatelli Branca e Fabio Sanminiatelli, è usato come sede suggestiva di mostre ed eventi (come la Biennale dell'Antiquariato in passato ospitata a Palazzo Strozzi) e può essere visitato su appuntamento.